# Human (The Killers)
(Human - The Killers)
Human è una canzone del gruppo statunitense The Killers, primo singolo estratto dal loro terzo album in studio Day & Age.
Il 22 settembre 2008 è entrata nelle radio e dal 25 settembre è possibile ascoltarla sul MySpace e sul sito ufficiale della band, il 30 settembre è stata pubblicata su iTunes. Con la canzone e il suo testo, si pone la domanda "siamo umani o siamo ballerino?" [sic] intendendo per umano l'individuo che ragiona e agisce con la propria testa e per ballerino colui che segue a ruota gli altri in ciò che essi fanno.
La canzone è stata usata come sigla per il reality show Uman - Take Control!.

## Il video
Il video prodotto per Human è stato distribuito a metà ottobre 2008 e diretto dal regista Daniel Drysdale. Nel video il gruppo esegue il brano nel Goblin Valley State Park nello Utah. I ritratti dei componenti del gruppo disegnati da Paul Normansell per la copertina del disco, compaiono nel video, quando ogni membro del gruppo copre il proprio volto con il proprio ritratto. Nel corso del video vengono anche mostrati diversi animali come una tigre bianca, un condor e un puma. Il video termina con il gruppo che guarda il sole tramontare nel deserto, e alla fine la scena si trasforma nella copertina dell'album, sempre disegnata da Paul Normansell.
Nella versione registrata live agli EMA 2008 di Liverpool il cantante Brandon Flowers nel finale accenna ad alcuni versi della canzone della band post punk Echo & The Bunnymen "Bring Home The Dancing Horses" già oggetto di una cover da parte della punk band californiana Lagwagon.

## Il successo
Negli Stati Uniti Human ha debuttato alla posizione numero 13 della classifica della rivista Billboard' Modern Rock Tracks, e ha in seguito raggiunto la posizione numero sei. Si tratta del sesto singolo in top ten per il gruppo. Nella Billboard Hot 100 invece il singolo Human ha raggiunto al suo massimo la posizione numero 32 il 18 ottobre 2008, dando ai The Killers il loro terzo singolo in top 40. In Canada, il brano è entrato in classifica direttamente alla posizione numero nove, in Nuova Zelanda alla posizione 34, ed alla numero 4 in Norvegia, dove però ha scalato la classifica fino ad arrivare alla vetta. Human è entrato anche in top ten in Italia, in Irlanda ed in Svezia. In Australia invece la sua posizione più alta è stata la numero 28.

## Interpretazione del testo
Dalla pubblicazione del brano, si è creata una forte confusione relativamente alla frase del ritornello "Are we human or are we dancer?" (Siamo umani o siamo ballerino? [sic]), che contiene un deliberato errore grammaticale. Il dibattito scaturito principalmente su internet dava dancers ("ballerini" al plurale, correggendo così l'errore) o denser (cioè "più sciocchi") come possibili alternative alla parola "dancer", influendo così sul significato dell'intera canzone. La rivista Entertainment Weekly ha definito Human come "il testo più stupido della settimana" considerando da un lato l'errore grammaticale e dall'altro l'ovvietà che la maggior parte dei ballerini sono umani. 
Sul sito ufficiale del gruppo, viene confermato che il testo dice esattamente "Are we human, or are we dancer?", spiegando che il testo era stato ispirato da un commento di Hunter S. Thompson.  In una intervista rilasciata a Rolling Stone, Flowers ha dichiarato di aver trovato irritante la confusione scaturita intorno al testo del brano, e anche la delusione dei fan relativamente alla piega dance di Human.

## Tracce
| - iTunes Download 1. Human – 4:05 - Promo CD 1. Human (Radio Edit) – 4:05 2. Human (Ferry Corsten Radio Edit) – 4:27 3. Human (Armin Van Buuren Radio Edit) – 3:48 4. Human (Stuart Price Club Mix) – 8:03 5. Human (Morel's Pink Noise Mix) - 8:11 6. Human (Ferry Corsten Club Mix) – 6:55 7. Human (Armin Van Buuren Club Mix) – 8:12 | - Single 1. Human – 5:03 2. A Crippling Blow – 3:37 - 7" Vinyl Single (Picture Disc, #/5000) 1. Human – 4:09 2. A Crippling Blow – 3:37 - 7" Vinyl Single (White vinyl, cardboard cover. Promo) 1. Human – 4:09 2. A Crippling Blow – 3:37 - 12" Vinyl Single (Picture Disc) 1. Human – 4:09 2. A Crippling Blow – 3:37 |

## Classifiche
| Classifica (2008-09)             | Posizione massima |
| -------------------------------- | ----------------- |
| Australia                        | 28                |
| Canada                           | 9                 |
| Germania                         | 4                 |
| Grecia                           | 1                 |
| Irlanda                          | 3                 |
| Italia                           | 3                 |
| Nuova Zelanda                    | 17                |
| Norvegia                         | 1                 |
| Regno Unito                      | 3                 |
| US Billboard Hot 100             | 32                |
| US Billboard Hot Dance Club Play | 1                 |
| US Billboard Alternative Songs   | 6                 |
| US Billboard Pop 100             | 39                |
| Belgian Singles Chart            | 15                |
| Danish Singles Chart             | 5                 |